# Parc national de Vadvetjåkka
Le parc national de Vadvetjåkka est un parc national situé dans le comté de Norrbotten en Laponie dans nord de la Suède, à la frontière norvégienne. Il protège le chaînon de montagnes éponyme et un ensemble de zones humides à son pieds.
Le parc repose en partie sur un terrain calcaire ce qui explique la présence de plusieurs grottes, dont une des plus profondes grottes du pays. En outre, ce terrain calcaire, ajouté aux précipitations importantes dues à la proximité de l'océan Atlantique, contribue à une flore très riche, en particulier sur la pente sud de Vadvetjåkka. Les zones humides et le cours d'eau en tresses au sud du parc attirent aussi une avifaune diverse.
La région est utilisée par les Samis et leurs ancêtres depuis plusieurs milliers d'années, étant un terrain de pâture important pour leurs rennes. Une famille s'établit même près des zones humides au sud du parc pendant une courte période durant le XIXe siècle. En 1920, la zone fut classée comme parc national, un des premiers en Suède. Du fait de l'éloignement des principaux centres de population et du manque d'infrastructures touristiques, le parc est l'un des moins visités de tout le pays.

## Géographie
Le parc national de Vadvetjåkka est situé dans la commune de Kiruna, dans le comté de Norrbotten en Laponie suédoise, à l'extrême nord du pays. Il est à une vingtaine de kilomètres du parc national d'Abisko, et il borde le parc national de Rohkunborri, de l'autre côté de la frontière norvégienne qui constitue la limite nord du parc. Au total, la superficie de l'aire protégée est de 2 697 ha ce qui en fait le plus petit parc du comté de Norrbotten.
Le parc tient son nom de la montagne de Vadvetjåkka (Vádvečohkka en same du Nord) qui domine le paysage. Cette montagne au profil doux a une forme allongée, s'étendant sur 6 km de long selon un axe approximativement nord-sud. La montagne culmine à Čunučohkka (1 247 m), tandis que Vádvečohkka désigne plus précisément le sommet plus au sud atteignant 1 109 m. Le versant sud est très raide, l'altitude chutant brusquement pour rejoindre la grande vallée du Torneträsk où la rivière Njuoraeatnu (Njuoraätno) forme une zone de delta appelée Čunuluoppal. Le parc est délimité à l'ouest et à l'est respectivement par les vallées des rivières Vádvejohka et Čunujohka qui toutes deux rejoignent la Njuoraeatnu.

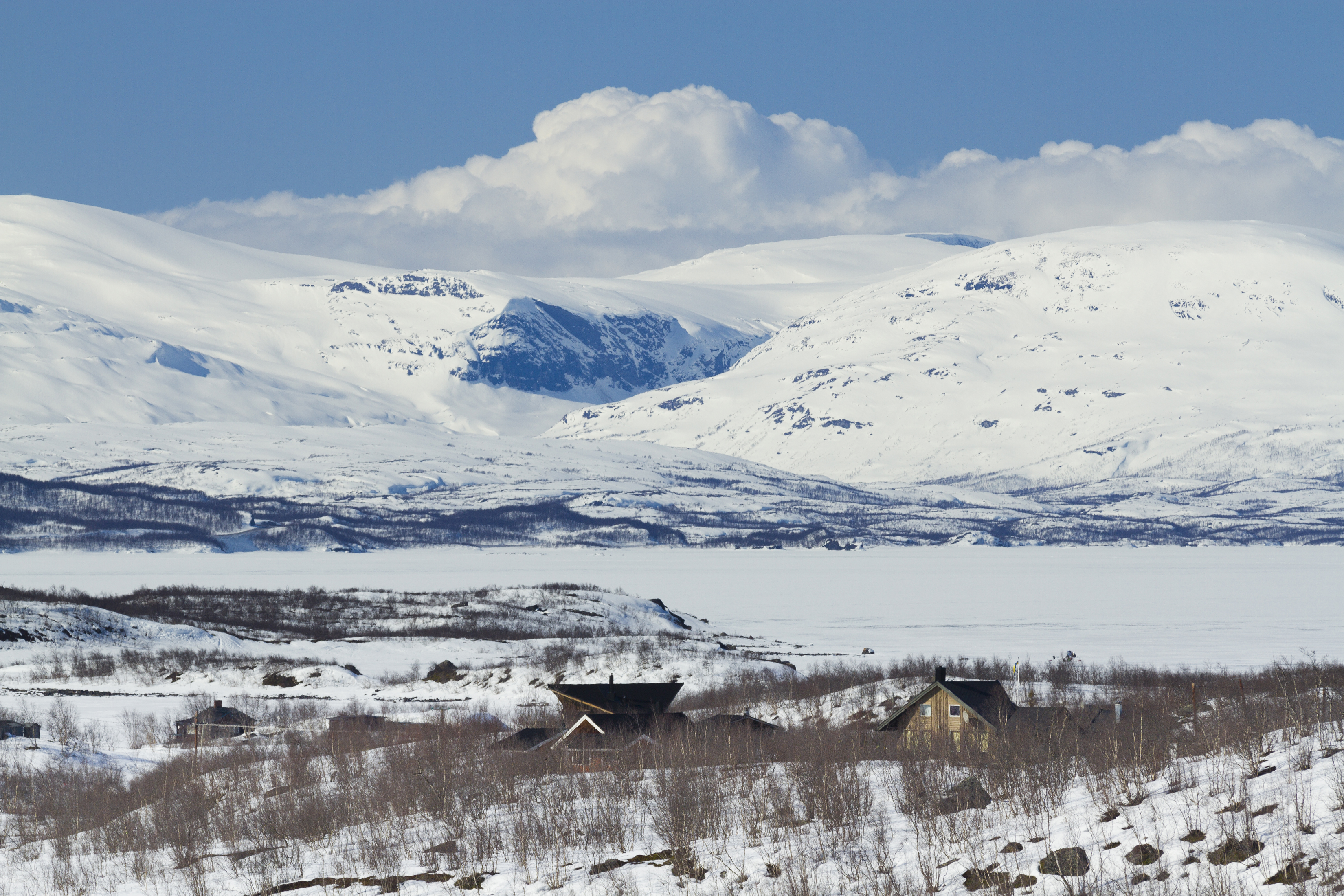
Vádvečohkka (à droite) et la vallée encaissée de Vádvejohka vus depuis le sud en avril.
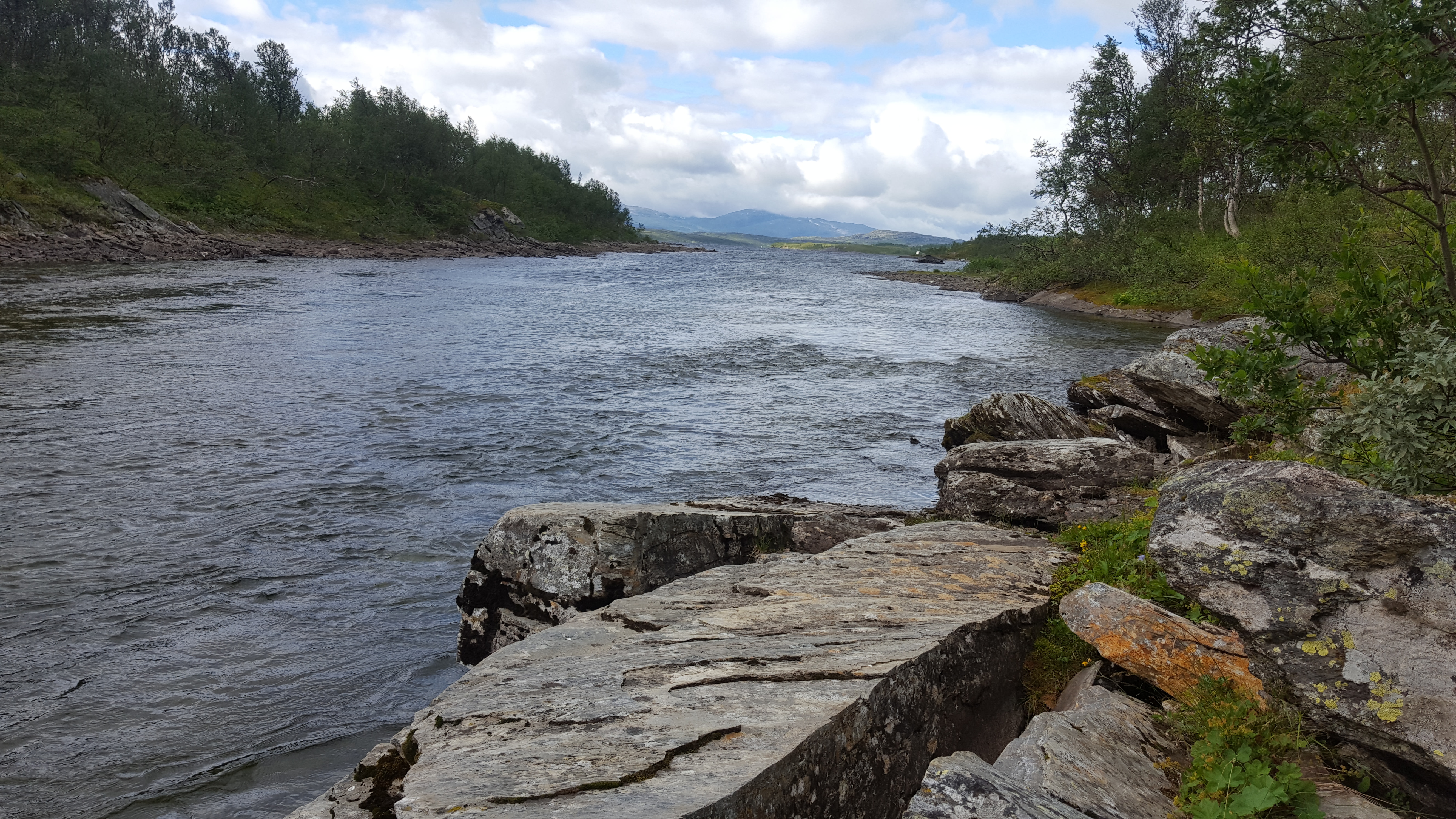
La rivière Njuoraeatnu à la frontière du parc.

Le micaschiste est la principale roche du parc, avec de nombreuses inclusions de grenat, mais la section occidentale comprend aussi une large bande de calcaire. C'est dans cette section que l'on trouve plusieurs des plus importantes grottes de Suède, dont en particulier une des plus profondes du pays avec 140 m de profondeur pour 700 m de long.
Le climat est fortement marqué par la proximité de l'océan Atlantique à l'ouest, qui apporte beaucoup d'humidité. C'est ainsi que Vadvetjåkka est la montagne la plus basse de Suède qui est néanmoins couverte par un glacier, le glacier Čunujökeln, les précipitations importantes compensant pour la faible altitude. Cependant, avec le réchauffement climatique, le glacier a fortement diminué en taille et depuis 2017, il n'est plus considéré comme un glacier par les autorités responsables.

## Milieux naturels

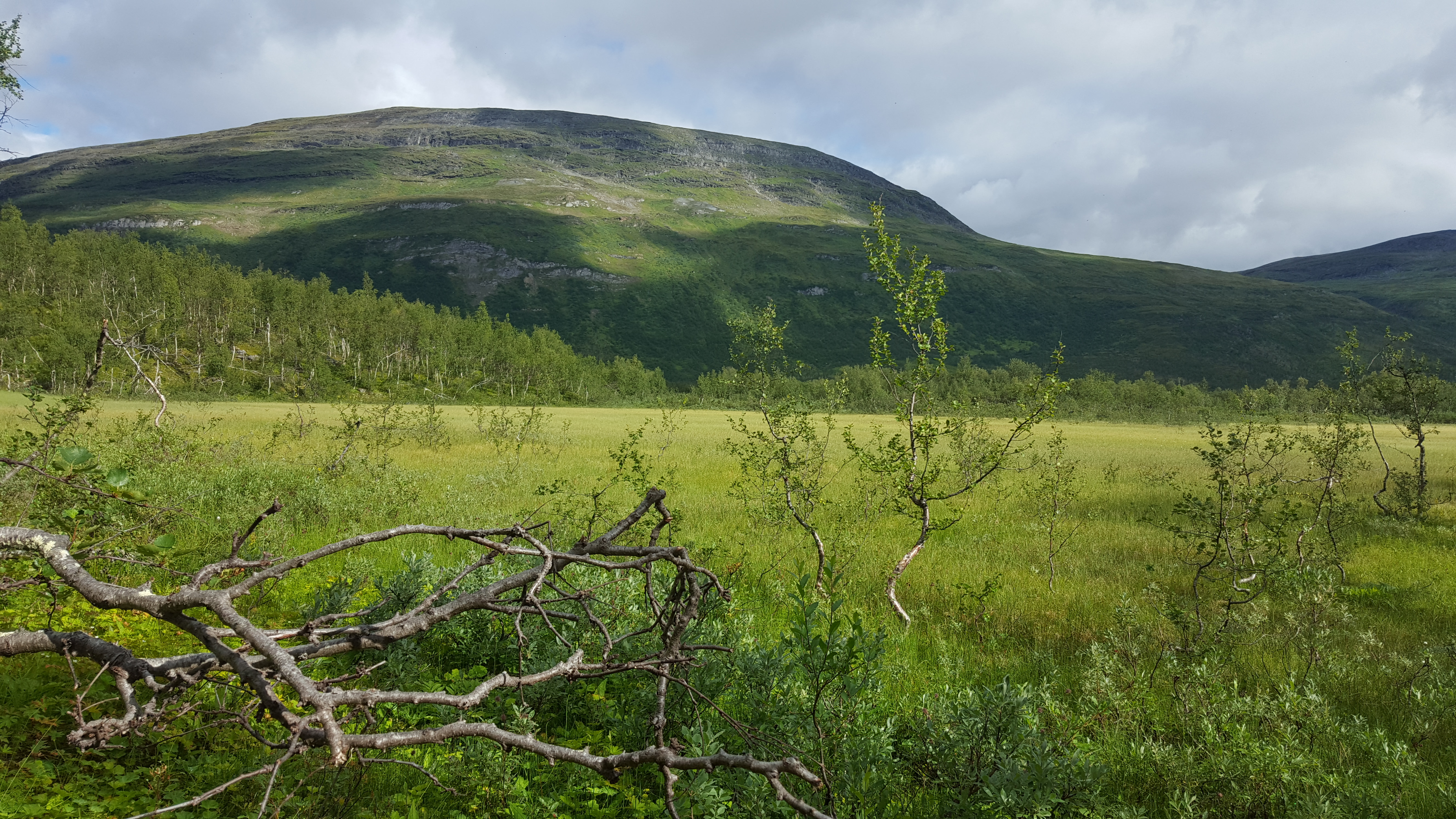
Zones humides au pieds de Vadvetjåkka.

Le parc fait partie de l'écorégion des forêts de bouleaux et prairies d'altitude scandinaves. Près de 80% de sa surface est constituée de roches nues ou avec une végétation très limitée. Cependant, du fait du climat humide et du sol calcaire, le reste du parc inclut plusieurs zones où la flore est particulièrement riche et près de 300 espèces de plantes vasculaires ont été répertoriées. En particulier, le versant sud de la montagne abrite une forêt humide de bouleau pubescent (Betula pubescens) d'une grande richesse. La végétation au sol comprend en particulier plusieurs espèces exigeantes comme la dryade à huit pétales (Dryas octopetala), la véronique buissonnante (Veronica fruticans), la saxifrage à feuilles opposées (Saxifraga oppositifolia) et la primevère scandinave (Primula scandinavica). La limite de la forêt est aux alentours de 600 m, ce qui est très bas comparé au reste du pays. Ceci est lié aux précipitations importantes dans la zone, causant de nombreuses avalanches qui limite le développement des arbres. Cet excès de précipitations est cependant aussi clé pour le développement de plusieurs espèces autrement rares dans le pays, telles que la fougère autruche (Matteuccia struthiopteris), la fougère mâle (Dryopteris filix-mas) et le gaillet des marais (Galium palustre). Au sud du parc, le terrain plat a permis le développement d'un complexe de delta et de zones humides. Plusieurs espèces rares s'y trouvent parmi lesquelles on peut citer l'orchis moucheron (Gymnadenia conopsea).
Parmi les grands mammifères, les rennes (Rangifer tarandus, domestiques) et les élans (Alces alces) sont les espèces les plus communes, mais l'ours brun (Ursus arctos), le lynx boréal (Lynx lynx) et le glouton (Gulo gulo) fréquentent aussi le parc occasionnellement. Parmi les petits mammifères, on peut noter le lemming des toundras de Norvège (Lemmus lemmus) comme rongeur emblématique des Alpes scandinaves. L'avifaune du parc est particulièrement riche, avec en particulier une concentration d'espèce élevée autour du delta, bien que le nombre d'individus est plutôt limité. On peut en particulier y rencontrer la sarcelle d'hiver (Anas crecca), le canard pilet (Anas acutale), le canard siffleur (Mareca penelope), le fuligule milouinan (Aythya marila), le chevalier gambette (Tringa totanus), le chevalier aboyeur (Tringa nebularia), le bécasseau de Temminck (Calidris temminckii), la bécassine des marais (Gallinago gallinago) et le phalarope à bec étroit (Phalaropus lobatus). Dans la forêt de bouleau on trouve aussi de nombreux passereaux, principalement le gorgebleue à miroir (Luscinia svecica) et le merle à plastron (Turdus torquatus), mais aussi les rares phragmite des joncs (Acrocephalus schoenobaenus) et sizerin blanchâtre (Carduelis hornemanni). Enfin, le lagopède alpin (Lagopus muta), le pluvier guignard (Charadrius morinellus) et le plectrophane des neiges (Plectrophenax nivalis) nichent à l'étage alpin.

## Histoire
Le territoire du parc est depuis longtemps une zone de pâture importante pour les rennes des Samis. De nos jours, la zone fait partie du territoire des Samis de Talma. Le delta de Čunuluoppal était auparavant sur une voie de communication entre la Suède et l'Atlantique, et au XIXe siècle, une famille same s'y est même établie. Les traces de cette occupation ont depuis essentiellement disparu, quoique l'agrostide commune (Agrostis capillaris) y pousse encore, témoin de la pâture pratiquée à cette époque.
Le parc national a été créé en 1920, un des premiers du pays, pour protéger la riche végétation.

## Gestion et protection
Comme pour la plupart des parcs nationaux de Suède, la gestion et l'administration sont divisées entre l'agence suédoise de protection de l'environnement (Naturvårdsverket) et le conseil d'administration des comtés (Länsstyrelse). Naturvårdsverket est chargé de la proposition des nouveaux parcs nationaux, sur consultation des conseils d'administration des comtés et des communes, et la création est entérinée par un vote du Parlement. Le terrain est ensuite acheté par l'État, par l'intermédiaire de Naturvårdsverket. La gestion du parc est ensuite assurée principalement par le comté, c'est-à-dire le conseil d'administration du comté de Norrbotten pour Vadvetjåkka. Les restrictions sont relativement strictes comparé à certains autres parcs nationaux de Suède, la chasse et la pêche étant en particulier complètement interdites, et le tourisme organisé nécessitant l'autorisation des autorités.

## Tourisme

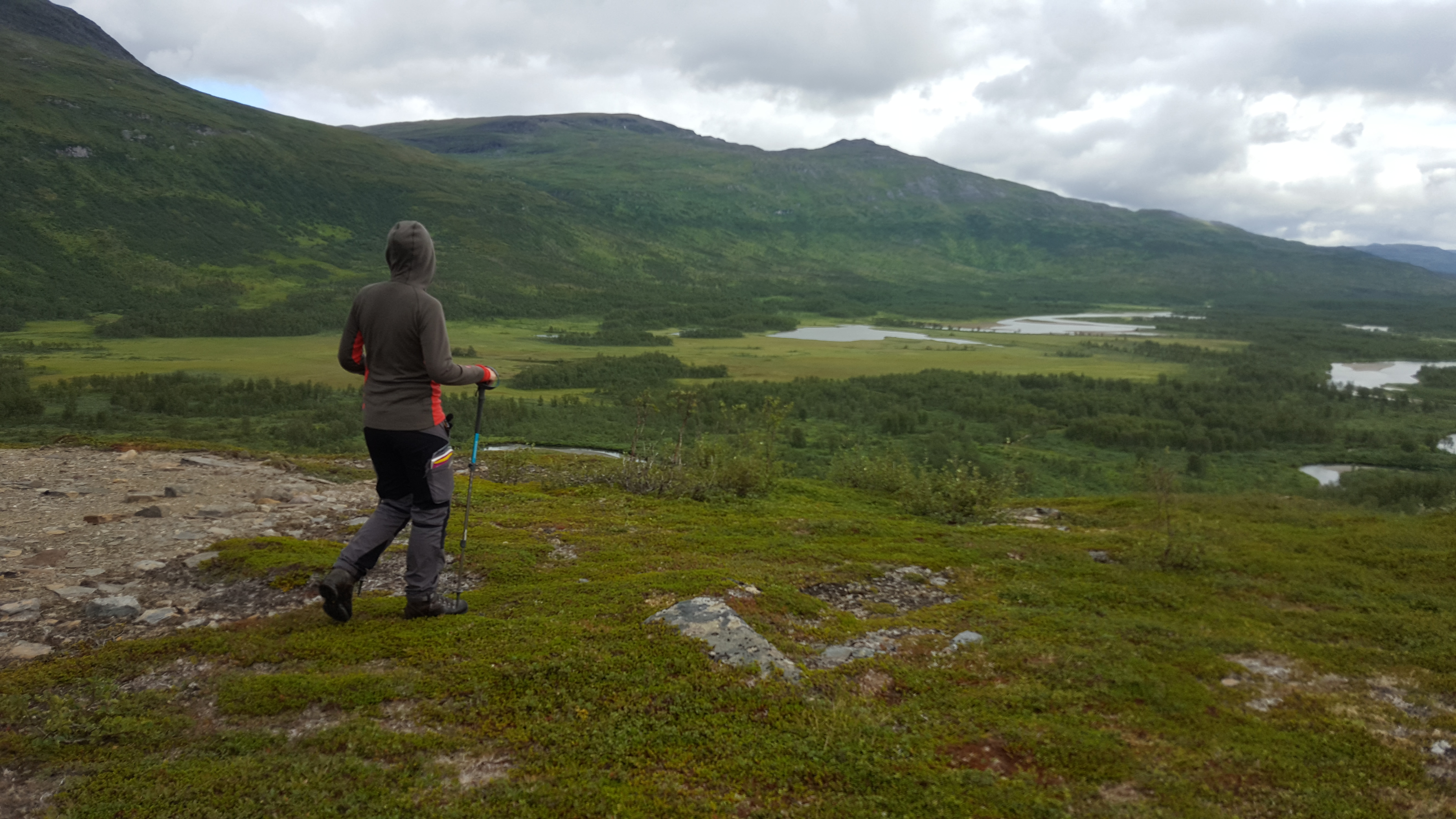
Randonneuse à Vádveváráš, devant le delta de Čunuluoppal avec Vadvetjåkka à gauche.

Vadvetjåkka est difficile d'accès, l'entrée principale nécessitant une randonnée de 10 km depuis le parking de Kopparåsen sur la route européenne 10, permettant de rejoindre un pont sur la Njuoraeatnu. Cependant, ce sentier n'amène qu'à la frontière du parc, près du point de vue de Vádveváráš, il faut encore traverser la Vádvejohka à gué pour entrer dans le parc, ce qui peut être difficile lorsque le niveau de l'eau est élevé. Il existe aussi un deuxième pont sur la Njuoraeatnu près de la frontière sud-est du parc qui n'est pas connecté à un quelconque sentier. Au sein-même du parc, il n'existe aucune infrastructure touristique ou chemins de randonnée. Dans l'ensemble, pour toutes ces raisons et du fait du climat souvent humide, Vadvetjåkka est l'un des parcs nationaux les moins visités de tout le pays, le nombre de touristes étant estimés à 1000 par an,. Le principal attrait du parc est la vue sur le delta, l'observation de l'avifaune, les grottes et la vue depuis le sommet de Vádvečohkka.